# پرداخت نقد و حمل (جنگ جهانی دوم)
پرداخت نقد و حمل (انگلیسی: Cash and carry) سیاستی بود که توسط رئیس‌جمهور ایالات متحده آمریکا فرانکلین دلانو روزولت در جلسه مشترک کنگره ایالات متحده آمریکا در ۲۱ سپتامبر ۱۹۳۹ پس از شیوع جنگ جهانی دوم اعلام شد. این قانون جایگزین لوایح بی‌طرفی دهه ۱۹۳۰، که به موجب آن متخاصمان در جنگ می‌توانستند فقط کالاهای غیرنظامی را از ایالات متحده بخرند تا زمانی که دریافت‌کنندگان فوراً به صورت نقدی پرداخت می‌کردند و تمام خطرات حمل و نقل با کشتی‌های خود را به عهده می‌گرفتند. بازنگری بعدی، قانون بی‌طرفی ۱۹۳۹، فروش تسلیحات نظامی به متخاصمان بر اساس همان پول نقد و حمل مجاز را می‌داد.